# Wolf Steininger
Wolf Steininger (* 13. April 1907 in Amberg; † 29. Januar 1999 ebenda) war ein deutscher Politiker der CSU.

## Leben
Steininger studierte Rechtswissenschaft zunächst an der Ludwig-Maximilians-Universität München. 1927 wurde er im Corps Palatia München aktiv. Als Inaktiver wechselte er an die Julius-Maximilians-Universität Würzburg, an der er 1931 zum Dr. iur. promovierte.
Von 1958 bis 1970 war er Oberbürgermeister der Stadt Amberg. Zuvor war er Rechtsrat und von 1952 bis 1958 Bürgermeister in Amberg gewesen. Er war Mitglied des Bezirkstages der Oberpfalz und des Bayerischen Senats. Er war Kriegsteilnehmer am Zweiten Weltkrieg als Offizier der Wehrmacht.
In seine Amtszeit als Oberbürgermeister der Stadt Amberg fielen der Bau der Wohnungen des neuen Stadtteils "D-Programm" (Demonstrativbau-Programm), der Neubau des Hallenbades, der Neubau der Kurfürstenbrücke, der Neubau der Barbaraschule, der Neubau der Bundeswohnungen bei der Raigeringer Straße, die Neubausiedlung am Terrassenweg, die Neubausiedlung auf der Raigeringer Höhe, die Erschließung des Stadtgrabens mit dem Spazierweg und die Anbindung an die Bundesautobahn 6 mit der Kraftfahrstraße "Autobahnzubringer".
Während der zweiten Amtsperiode von Oberbürgermeister Steininger wurde im Jahr 1966 die Städtepartnerschaft zwischen der Stadt Amberg in der Oberpfalz mit der Stadt Périgueux im Südwesten Frankreichs freundschaftsvertraglich geschlossen. Im Jahr 1965 knüpfte Dr. Steiniger für die Stadt Amberg freundschaftliche Kontakte zur Stadt Kranj in Slowenien.

## Nachleben
Von der Stadt Amberg wurde bei der Raigeringer Höhe nach dem Ehrenbürger die Dr.-Steininger-Straße benannt.